# Violence contre les femmes en Ouganda
La violence contre les femmes en Ouganda est un problème qui affecte négativement divers aspects de la vie des femmes en Ouganda. La COVID-19 a aggravé la situation actuelle des femmes confrontées à la violence domestique. L'évolution perçue des normes sociales et des normes culturelles indique une dynamique de pouvoir qui est l'une des principales causes de la violence exercée contre les femmes. Les femmes réfugiées en Ouganda y sont particulièrement soumises. Elles ont le moins accès au capital social ou monétaire. Cependant, une législation récente est adoptée pour améliorer la qualité de vie des femmes ougandaises et des femmes réfugiées en Ouganda.
Les Nations Unies ont défini la violence contre les femmes comme « tout acte de violence sexiste qui entraîne ou est susceptible d'entraîner un préjudice physique, sexuel ou mental chez les femmes ». La violence domestique, à l'instar de la violence conjugale (VPI) et de la violence sexuelle et basée sur le genre (SGBV), relève du terme générique « violence à l'égard des femmes » (VAW). Chacun de ces actes est considéré comme une violation des droits humains et préjudiciable à la santé publique. Ces problèmes trouvent leur origine dans les inégalités entre les sexes. De tels actes de violence peuvent prendre la forme de coercition sexuelle (y compris le viol), de coups physiques, de violences verbales et émotionnelles et de manipulation émotionnelle.

## Statistiques
L'Afrique subsaharienne a les taux signalés les plus élevés de VPI, selon un rapport de l'Organisation mondiale de la santé de 2013. En Ouganda, la prévalence de la violence contre les femmes et, plus particulièrement, de la violence domestique est importante. Selon la base de données mondiale de l'ONU Femmes sur la violence à l'égard des femmes, 50 % des femmes âgées de 15 à 49 ans ont été ou seront victimes de violences conjugales ou de violences sexuelles et sexistes au moins une fois dans leur vie. En 2018, 30 % des femmes âgées de 15 à 49 ans avaient été victimes de VPI ou de VSBG au cours des 12 derniers mois. En 2011, l’Enquête démographique et de la santé a révélé que près une femme sur trois dans les zones rurales de l’Ouganda est physiquement violée (coups de poing, coups de pied, traînée, brûlée, étranglée ou menacée avec des armes). Ces chiffres placent l’Ouganda dans le percentile supérieur des pays connaissant des cas de violence à l’égard des femmes.

## Conséquences
Les conséquences de la violence basée sur le genre, y compris la violence conjugale et d'autres formes de violence contre les femmes, sont multiples. Les survivantes de ces actes peuvent être marginalisées par la société, tandis que les barrières légales et culturelles restreignent souvent leur participation politique. De plus, les femmes agressées risquent d'être stigmatisées et de voir leur statut matrimonial compromis, tandis que les enfants nés de viols et leurs mères peuvent être rejetés à la fois par leur famille et par la société dans son ensemble. Les femmes réfugiées sont particulièrement exposées au risque de violence en Ouganda. L'Ouganda partage une frontière avec le Soudan du Sud. En raison du conflit au Soudan du Sud, de nombreuses personnes ont dû fuir vers l'Ouganda. L'Ouganda compte la population de réfugiés la plus élevée d'Afrique ; 1,45 million de réfugiés qui représentent 3 % de la population totale de l'Ouganda.
Les politiques ougandaises en matière d'immigration et de réfugiés sont perçues comme relativement ouvertes, comparées à d'autres nations d'Afrique subsaharienne et à l'Occident, avec des mesures gouvernementales visant à accorder plus de libertés et de soutien aux réfugiés. Cependant, malgré ces initiatives, les femmes réfugiées éprouvent des difficultés à s'intégrer efficacement dans la société ougandaise en raison de contraintes économiques et infrastructurelles. Une étude menée auprès de femmes réfugiées sud-soudanaises révèle que toutes les femmes de 18 ans et plus interrogées ont signalé avoir été victimes de violences sexuelles et sexistes au moins une fois.
En raison de la pandémie de COVID-19, les femmes ougandaises se retrouvent généralement confinées chez elles, ce qui les expose davantage à la violence domestique de la part de leurs partenaires. Isolées et dépourvues de réseau social de soutien, elles sont particulièrement vulnérables. Le confinement a entraîné une augmentation des cas de violence physique, avec 46 % des femmes ougandaises déclarant en avoir été victimes. De plus, les restrictions ont limité leur capacité à sortir pour travailler, gérer leurs affaires ou participer à des activités sociales, les contraignant à passer plus de temps à domicile avec leurs agresseurs.

## Changer la politique et la perception
En Ouganda, des initiatives visent à améliorer le statut des femmes. Tout d'abord, une révision de la loi sur les successions a été entreprise pour permettre aux femmes de posséder des terres, des biens et de conserver leurs droits sur leur héritage. Ceci favorise leur indépendance financière et offre une voie pour échapper à des environnements domestiques violents. Ensuite, une nouvelle législation sur l'emploi a été adoptée, imposant aux employeurs la mise en place de politiques sur le lieu de travail pour prévenir les abus, le harcèlement et la violence. Cette loi vise également à protéger les travailleurs domestiques non rémunérés et les demandeurs d'emploi réfugiés contre l'exploitation.
Il est impératif de modifier la perception et la tolérance du public à l'égard de la violence envers les femmes. En Ouganda, la violence contre les femmes est souvent utilisée pour renforcer les normes et les rôles de genre. Par exemple, les femmes qui ne remplissent pas correctement leurs responsabilités domestiques sont souvent victimes de violence de la part de leur partenaire ou d'autres membres masculins de la famille. En réponse, il est souvent conseillé aux femmes de rester passives face à ces abus. Il existe un lien significatif entre le niveau socio-économique et la violence domestique : les femmes moins aisées et/ou moins éduquées sont davantage exposées à ce type de violence. Un facteur social particulièrement important est le prix de la mariée. Le prix de la mariée symbolise la valeur d'une femme et les hommes qui ne paient pas de prix de mariée élevés sont considérés comme moins capables de maintenir une relation conjugale. Le résultat inhérent de la mise à prix des femmes est la marchandisation de leur corps, conduisant à la violence. À cette fin, la modernisation (l'évolution des conditions économiques et sociales) combinée à l'augmentation de la participation des femmes au marché du travail crée de l'incertitude et menace les structures de genre existantes. La transition du patriarcat traditionnel vers la société moderne conduit à la violence. La violence envers les femmes, en particulier la violence sexuelle, a des conséquences néfastes sur leur santé reproductive. Les femmes subissant une coercition sexuelle peuvent avoir des difficultés à utiliser des contraceptifs de manière consciente. En Ouganda, où le taux de contraception est très faible (23 %), les avortements provoqués représentent une part importante des décès maternels, variant entre 15 % et 30 %.
Les conceptions générales du rôle des femmes dans la société contribuent à la perpétuation de la violence à leur encontre.